# Cantón de Saint-Amans-des-Cots
El cantón de Saint-Amans-des-Cots era una división administrativa francesa, que estaba situada en el departamento de Aveyron y la región de Mediodía-Pirineos.

## Composición
El cantón estaba formado por seis comunas:
- Campouriez
- Florentin-la-Capelle
- Huparlac
- Montézic
- Saint-Amans-des-Cots
- Saint-Symphorien-de-Thénières

## Supresión del cantón de Saint-Amans-des-Cots
En aplicación del Decreto nº 2014-205 de 21 de febrero de 2014, el cantón de Saint-Amans-des-Cots fue suprimido el 22 de marzo de 2015 y sus 6 comunas pasaron a formar parte del nuevo cantón de Aubrac y Carladez.